# Smoljanovtsi
Smoljanovtsi (bulgariska: Смоляновци) är ett distrikt i Bulgarien.   Det ligger i kommunen Obsjtina Montana och regionen Montana, i den nordvästra delen av landet, 90 km norr om huvudstaden Sofia.
Omgivningarna runt Smoljanovtsi är en mosaik av jordbruksmark och naturlig växtlighet. Runt Smoljanovtsi är det glesbefolkat, med 10 invånare per kvadratkilometer.